# Philippe Laroche
Philippe Laroche (* 12. Dezember 1966 in Québec, Québec) ist ein ehemaliger kanadischer Freestyle-Skier. Er war auf die Disziplin Aerials (Springen) spezialisiert. 1991 und 1993 wurde er jeweils Weltmeister, 1994 holte er die olympische Silbermedaille. Im Weltcup gewann er dreimal die Disziplinenwertung und 18 Einzelwettkämpfe. Seine älteren Brüder Yves, Dominique und Alain waren ebenfalls als Freestyle-Skier aktiv.

## Biografie

### Kindheit und Jugend
Philippe kam als sechstes von sieben Kindern des Architekten Guy Laroche (1930–?) und seiner Frau Suzanne (geb. Grondin, 1931–2017) in Québec zur Welt. Er wuchs in einem Haus am Fuß des Mont St-Castin in unmittelbarer Nähe zum gleichnamigen Skigebiet in Lac-Beauport auf. Gemeinsam mit seinen drei älteren Brüdern Yves, Dominique und Alain entwickelte er eine Begeisterung für das Freestyle-Skiing, insbesondere das Springen (Aerials), was die Geschwister später zur Speerspitze der sogenannten „Québec Air Force“ machen würde. Philippe begann im Alter von drei Jahren mit dem Skifahren, mit neun Jahren sprang er im Garten – inspiriert durch seine Brüder – erste Backflips. Zunächst verfolgte er eine Karriere als Skirennläufer, wechselte nach erfolgreicher Teilnahme an einem Freestyle-Wettkampf aber die Sportart. Seine jüngere Schwester Lucie schlug eine Laufbahn als Skirennläuferin ein.

### Sportliche Laufbahn
Laroche begann im Alter von 16 Jahren mit der Volvo Skishow aufzutreten, strebte aber schließlich eine Wettkampfkarriere an, nachdem ihm die Popularität seiner Brüder Yves und Alain imponiert hatte. Im Dezember 1987 gab er in Tignes sein Debüt im Freestyle-Skiing-Weltcup und wurde auf Anhieb Dritter. Nur sechs Tage später konnte er in La Plagne seinen ersten Weltcupsieg feiern. Mit zwei weiteren Siegen in Breckenridge und Oberjoch beendete er seine erste Saison auf Rang zwei der Disziplinenwertung hinter dem Teamkollegen Jean-Marc Rozon. Im kommenden Winter gelang ihm die Wiederholung seines Sieges in Breckenridge, in der Aerials-Wertung wurde er erneut Zweiter. Bei seinen ersten Weltmeisterschaften in Oberjoch holte er die Bronzemedaille. 1989/90 konnte er zwei weitere Weltcup-Springen gewinnen und schloss die Disziplinenwertung zum dritten Mal in Folge als Zweiter ab.
Im Winter 1990/91 gelangen Laroche erstmals vier Saisonsiege, womit er sich erstmals auch den Gewinn der Disziplinenwertung sichern konnte. Zudem gewann er bei den Weltmeisterschaften in Lake Placid die Goldmedaille. Auch im nächsten Jahr behielt er in seiner Disziplin die Oberhand und gewann neben weiteren vier Springen den Demonstrationswettbewerb im Rahmen der Olympischen Spiele von Albertville. In der kommenden Saison verpasste er drei Wettkämpfe und rutschte in der Aerials-Wertung auf Rang sechs zurück. Dafür glückte ihm bei den Weltmeisterschaften in Altenmarkt-Zauchensee die erfolgreiche Titelverteidigung. 1993/94 absolvierte er seine letzte volle Saison und gewann mit drei Einzelsiegen zum dritten Mal die Disziplinenwertung. Bei den Olympischen Spielen von Lillehammer, wo Aerials erstmals offiziell auf dem Programm stand, galt er als großer Favorit, musste sich aber dem Schweizer Andreas Schönbächler geschlagen und mit der Silbermedaille zufriedengeben.
Ein Jahr später nahm er noch an den Weltmeisterschaften in La Clusaz teil, kam aber über Platz sieben nicht hinaus.

### Weitere Karriere
Nach Beendigung seiner sportlichen Laufbahn machte Philippe Laroche Karriere in der Gastronomiebranche. Er war Sprecher der kanadischen Brauerei und Restaurantkette La Cage und leitete sechs Jahre lang eine Filiale in Chicoutimi, bevor er nach Québec zurückkehrte. Seit 2006 führt er als Franchisenehmer eine Filiale im Stadtteil Lebourgneuf. Nebenbei engagierte er sich weiterhin für den Sport und arbeitete etwa mit den Skigebieten Le Relais und Stoneham bei der Entwicklung eines nationalen Trainingszentrums zusammen.
Laroche ist verheiratet und Vater von zwei Töchtern.

## Stil und Rezeption
Anders als die meisten Freestyle-Skispringer hatte Philippe Laroche einen Hintergrund im alpinen Skilauf, den er sich insbesondere bei der Landung seiner Sprünge zunutze machte. Wie das Fachmagazin Ski 1991 berichtete, gab er sein Verständnis von der richtigen Landetechnik auch an Springer anderer Nationen weiter. Anfang der 1990er Jahre war er der einzige Weltcup-Freestyler, der einen Double-in, full, full, eine Kombination aus drei Rückwärtssaltos und vier Drehungen, beherrschte. Frank Beddor hatte diesen Sprung bereits zuvor in einem Skifilm gezeigt, im Weltcup verboten die FIS-Regeln zu jener Zeit allerdings eine Vorführung. Der Hobbymusiker Laroche führte während seiner Wettkampfzeit stets eine scharfkantige Schneeschaufel und einen Neigungsmesser mit sich, um die Kicker nach seinen Vorstellungen zu formen: „I like shaping jumps. When you shape the jump, you feel it, you touch it, you know it. Shaping jumps is an art.“
Nicht zuletzt aufgrund seiner zwei Weltmeistertitel und der olympischen Medaillen wurde Philippe zum erfolgreichsten und bekanntesten der vier Laroche-Brüder. 1998 wurde er als dritter der Geschwister in die Canadian Ski Hall of Fame aufgenommen. Freestyle Canada reihte seinen Goldgewinn bei Olympia 1992, der ihm nur zwei Jahre nach dem schweren Unfall seines Bruders Yves gelang, unter die 30 besten Olympiamomente im kanadischen Freestyle-Skiing.

## Erfolge

### Olympische Spiele
- Albertville 1992: 1. Aerials (Demonstrationswettbewerb)
- Lillehammer 1994: 2. Aerials

### Weltmeisterschaften
- Oberjoch 1989: 3. Aerials
- Lake Placid 1991: 1. Aerials
- Altenmarkt-Zauchensee 1993: 1. Aerials
- La Clusaz 1995: 7. Aerials

### Weltcupwertungen
| Saison  | Gesamt | Gesamt | Aerials | Aerials |
| Saison  | Platz  | Punkte | Platz   | Punkte  |
| ------- | ------ | ------ | ------- | ------- |
| 1987/88 | 8.     | 24     | 2.      | 168     |
| 1988/89 | 13.    | 23     | 2.      | 138     |
| 1989/90 | 10.    | 24     | 2.      | 142     |
| 1990/91 | 9.     | 23     | 1.      | 210     |
| 1991/92 | 10.    | 24     | 1.      | 189     |
| 1992/93 | 12.    | 84     | 6.      | 504     |
| 1993/94 | 10.    | 93     | 1.      | 744     |

### Weltcupsiege
Laroche errang im Weltcup 35 Podestplätze, davon 18 Siege:
| Datum             | Ort          | Land        | Disziplin |
| ----------------- | ------------ | ----------- | --------- |
| 19. Dezember 1987 | La Plagne    | Frankreich  | Aerials   |
| 24. Januar 1988   | Breckenridge | USA         | Aerials   |
| 6. März 1988      | Oberjoch     | Deutschland | Aerials   |
| 29. Januar 1989   | Breckenridge | USA         | Aerials   |
| 7. Januar 1990    | Mont Gabriel | Kanada      | Aerials   |
| 14. Januar 1990   | Lake Placid  | USA         | Aerials   |
| 16. Dezember 1990 | Zermatt      | Schweiz     | Aerials   |
| 20. Januar 1991   | Breckenridge | USA         | Aerials   |
| 3. Februar 1991   | Mont Gabriel | Kanada      | Aerials   |
| 21. März 1991     | Hundfjället  | Schweden    | Aerials   |
| 15. Dezember 1991 | Piancavallo  | Italien     | Aerials   |
| 12. Januar 1992   | Blackcomb    | Kanada      | Aerials   |
| 25. Januar 1992   | Lake Placid  | USA         | Aerials   |
| 2. Februar 1992   | Oberjoch     | Deutschland | Aerials   |
| 31. Januar 1993   | Le Relais    | Kanada      | Aerials   |
| 16. Januar 1994   | Breckenridge | USA         | Aerials   |
| 30. Januar 1994   | Le Relais    | Kanada      | Aerials   |
| 9. Februar 1994   | Hundfjället  | Schweden    | Aerials   |

### Weitere Erfolge
- 2 kanadische Meistertitel (Aerials 1991 und 1992)[8]
- Sieg beim Freestyle Splash 1988[9]

## Auszeichnungen
- 1998: Aufnahme in die Canadian Ski Hall of Fame[10]